# Tarnos
Tarnos – miejscowość i gmina we Francji, w regionie Nowa Akwitania, w departamencie Landy.
Według danych na rok 1990 gminę zamieszkiwało 9099 osób, a gęstość zaludnienia wynosiła 346 osób/km² (wśród 2290 gmin Akwitanii Tarnos plasuje się na 41 miejscu pod względem liczby ludności, natomiast pod względem powierzchni na miejscu 344).